# Lưu Linh Trợ
Lưu Linh Trợ (chữ Hán: 刘灵助, ? - 531), người Yên quận, U Châu, nhà chiêm bốc nổi tiếng cuối đời Bắc Ngụy. Sau cái chết của Nhĩ Chu Vinh và Bắc Ngụy Hiếu Trang đế, miền bắc rơi vào cảnh loạn lạc, ông thừa cơ xưng vương khởi binh nhưng nhanh chóng thất bại.

## Phụng sự Nhĩ Chu Vinh
Ban đầu Linh Trợ thờ người Phạm Dương là Lưu Biện làm thầy, học được một chút thuật chiêm bốc âm dương thì bỏ đi. Ông có lúc buôn bán, nhiều khi cướp bóc, rồi hành nghề chiêm bốc ở chợ. Về sau Linh Trợ đến Tú Dung, phụng sự Nhĩ Chu Vinh. Vinh tin việc bốc (bói mai rùa) – thệ (bói cỏ thi), ông xem bói luôn trúng, nên được đãi ngộ thân thiết, làm Phủ công tào tham quân cho Vinh.
Khi Nhĩ Chu Vinh gọi vương công khanh sĩ đến triều phụng Bắc Ngụy Hiếu Trang đế ở hành cung tại Hà Âm, rồi tàn sát bọn họ (528), Linh Trợ thấy anh em Phụng xa đô úy Lư Đạo Kiền là người đồng châu, nên che chở cho họ, quan lại nhờ đi cùng mấy người họ Lư mà thoát chết có đến vài mươi người. Vinh vào kinh sư, bái ông vượt cấp làm Quang lộc đại phu, phong Trường Tử huyện Khai quốc bá, thực ấp 700 hộ; tiếp tục được tiến tước lên công, tăng ấp so với trước 1000 hộ.
Sau đó theo Vinh đánh dẹp Cát Vinh, được "đặc trừ" làm Tán kỵ thường thị, Phủ quân tướng quân, U Châu thứ sử. Tiếp đó theo đại tướng quân, Thượng Đảng vương Nguyên Thiên Mục đánh dẹp Hình Cảo. khi ấy lưu dân U Châu là Lư Thành Nhân nổi dậy, Linh Trợ được kiêm hàm Thượng thư, đi trước quân đội vỗ về những dân nổi dậy.
Việc xong thì Nguyên Hạo tiến vào Lạc Dương (529), Linh Trợ đến gặp Nhĩ Chu Vinh ở núi Thái Hành. Khi Vinh sắp đánh Hà Nội, sai ông bói cỏ. Linh Trợ nói: "Chưa đến lúc." Đến giữa trưa, binh sĩ mệt mỏi, lại nói: "Đến lúc rồi." Vinh nổi trống, tướng sĩ xông lên, lập tức hãm được thành. Khi đến thành Bắc Trung, Vinh đánh thành không được, gặp lúc thời tiết nóng bức, bàn bạc việc lui quân, đợi đến mùa thu trời mát. Hiếu Trang đế sai ông bói cỏ, Linh Trợ nói: "Ắt phá được giặc." Hỏi: "Ngày nào?" Đáp: "Khoảng 18, 19." Quả như lời ấy. Xa giá về cung, ông được lãnh U Châu đại trung chánh, còn được gia Chinh đông tướng quân, tăng ấp 500 hộ, tiến tước lên Yên quận công, có chiếu tặng cha là Tăng An làm U Châu thứ sử. Sau được kiêm Thượng thư tả bộc xạ, vỗ về lưu dân U Châu ở Bộc Dương, Đốn Khâu, nhân đó đưa dân về bắc. Linh Trợ cùng bọn đô đốc Hầu Uyên đánh dẹp dư đảng của Cát Vinh là Hàn Lâu, diệt hắn ta ở đất Kế. Ông tiếp tục sửa sang việc Châu, được thêm chức Xa kỵ tướng quân, còn được làm U, Bình, Doanh, An 4 châu hành đài.

## Xưng vương khởi binh
Nhĩ Chu Vinh bị Ngụy Hiếu Trang đế giết, sau đó vua Ngụy bị Nhĩ Chu Triệu giết (530), Linh Trợ cậy mình có phương thuật dễ mê hoặc lòng người, lấy danh nghĩa dấy binh vì Hiếu Trang đế mà diệt họ Nhĩ Chu, tự đặt hiệu Yên vương, Xa kị đại tướng quân, Khai phủ nghi đồng tam tư, Đại hành đài. Ông nuôi một con chim lớn, gọi là điềm lành của mình, diễn giải tranh sấm, nói rằng họ Lưu đến lúc làm vương, còn cho rằng "muốn biết thế nào là lánh đời thì vào thôn xóm của chim". Rồi bện lông làm tượng người, vẽ chữ trên gỗ đào làm sách bùa, bày trò khấn vái để lừa dối, dân chúng phần nhiều tin theo. Vào lúc người Hà Tây là Hột Đậu Lăng Bộ Phiền uy hiếp Tấn Dương, nhiều lần đánh bại Nhĩ Chu Triệu, Linh Trợ tuyên bố: "Nhĩ Chu sắp bị diệt, không phiền đến quân ta." Vì thế dân U, Doanh, Thương, Ký đều đi theo. Ai đi theo đến đêm phải đốt lửa làm hiệu, người nào không đốt lửa thì cả thôn cùng giết đi.
Linh Trợ thường nói: "Cuối tháng 3, ta ắt vào Định Châu, Nhĩ Chu cũng ắt bị diệt." Tháng 2 nhuận ÂL năm Phổ Thái đầu tiên (531), liên quân Nhĩ Chu đại bại trong trận Hàn Lăng, sau đó bọn Nhĩ Chu Triệu lần lượt bại vong. Tháng 3 ÂL, ông soái quân đến thành An Quốc thuộc quận Bác Lăng, giao chiến với bọn Sất Liệt Duyên Khánh, Hầu Uyên, Nhĩ Chu Vũ Sanh. Sắp vào trận, Linh Trợ tự bói cỏ, quẻ không được tốt, bèn bẻ gãy nhánh cỏ thi, ném xuống đất, nói: "Bây giờ biết làm sao?" Quả nhiên thất bại bị bắt, bị chém ở Định Châu, truyền đầu về Lạc Dương, tay chân bị chặt lìa. Lời ông nói rốt cục đã ứng nghiệm.
Năm Vĩnh Hi thứ 2 (533) thời Hiếu Vũ đế, ông được tặng Sứ trì tiết, Tán kỵ thường thị, đô đốc U Doanh Ký 3 châu chư quân sự, Phiếu kị đại tướng quân, Thượng thư tả bộc xạ, Khai phủ nghi đồng tam tư, U Châu thứ sử, thụy là Cung. Con là Tông Huy kế tự.